# Вайсблат, Александр Владимирович
Александр Владимирович Вайсблат (5 ноября 1924, Киев — 24 сентября 2004, Москва) — российский учёный-физик, кандидат наук.

## Биография
Родился в Киеве в семье известного деятеля культуры В. Н. Вайсблата (1882—1945).
С 1943 — в Красной Армии. Под руководством С. Берия занимался разработкой локационной защиты Москвы и границ СССР от проникновения летательных объектов противника. Впервые применены в Маньчжурии в 1945 году.
В 1945-47 годах был в Берлине, описывая физические лаборатории немецких учёных-физиков.
Позже - научный сотрудник НИИ-20 (ВНИИРТ). Руководил работами, связанными с использованием ЛБВ (лампы бегущей волны) в РЛК «Кама» и в других РЛС.
С начала 1990-х годов разрабатывал маммограф — прибор для обнаружения раковых опухолей.
Умер в Москве.
Награждён орденом Отечественной войны II степени, орденом Дружбы, медалью «За победу над Германией», медалью ордена «За заслуги перед Отечеством» II степени (2000).